# Сатурн (премія, 2018)
44-а церемонія вручення нагород премії «Сатурн» за заслуги в царині кінофантастики, зокрема в галузі наукової фантастики, фентезі та жахів за 2017 рік, яка відбулася 15 березня 2018 року.

## Лауреати і номінанти
Нижче наведено повний список номінантів та переможців. Переможці виділені жирним шрифтом.

### Фільми
| Найкращий фільм з коміксів | Найкращий науково-фантастичний фільм |
| --- | --- |
| - Чорна пантера - Вартові галактики 2 - Лоґан: Росомаха - Людина-павук: Повернення додому - Тор: Раґнарок - Диво-жінка | - Той, хто біжить по лезу 2049 - Чужий: Заповіт - Життя - Зоряні війни: Останні джедаї - Валеріан та місто тисячі планет - Війна за планету мавп |
| Найкращий фентезійний фільм | Найкращий фільм жахів |
| - Форма води - Красуня і Чудовисько - Зменшення - Джуманджі: Поклик джунглів - Конг: Острів Черепа - Пригоди Паддінгтона 2 | - Пастка - Синя безодня - Анабель: Створення - Дивись на всі боки - Воно - Мати! |
| Найкращий пригодницький фільм чи бойовик | Найкращий трилер |
| - Найвеличніший шоумен - На драйві - Дюнкерк - Форсаж 8 - Ворожі - Кінгсман: Золоте кільце | - Три білборди за межами Еббінга, Міссурі - Сварка в клітинному блоці 99 - Вбивство у «Східному експресі» - Секретне досьє - Субурбікон - Вітряна ріка |
| Найкращий анімаційний фільм | Найкращий фільм іноземною мовою |
| - Коко - Бебі бос - Нікчемний я 3 - Тачки 3 - Твоє ім'я | - Багубалі: Завершення - Пекло - Постояльці - Людина, яка винайшла Різдво - Квадрат - Вовки-воїни 2 |
| Найкращий режисер | Найкращий сценарій |
| - Раян Куглер — Чорна Пантера - Дені Вільнев — Той, хто біжить по лезу 2049 - Гільєрмо дель Торо — Форма води - Джордан Піл — Пастка - Метт Рівз — Війна за планету мавп - Петті Дженкінс — Диво-жінка - Раян Джонсон — Зоряні війни: Останні джедаї | - Зоряні війни: Останні джедаї – Раян Джонсон - Чорна пантера — Райан Куглер і Джо Роберт Коул - Той, хто біжить по лезу 2049 — Майкл Грін і Хемптон Фанчер - Пастка — Джордан Піл - Лоґан: Росомаха — Скотт Френк,Майкл Грін і Джеймс Менголд - Форма води — Гільєрмо дель Торо and Ванесса Тейлор - Диво-жінка — Джейсон Фукс, Аллан Хейнберг і Зак Снайдер |
| Найкращий актор | Найкраща акторка |
| - Марк Гемілл– за роль Люка Скайвокера у фільмі Зоряні війни: Останні джедаї - Енді Серкіс — за роль шимпанзе Цезара у фільмі Війна за планету мавп - Чедвік Боузман — за роль Т'Чалли / Чорної Пантери у фільмі Чорна Пантера - Деніел Калуя — за роль Кріса Вашингтона у фільмі Пастка - Г'ю Джекман — за роль Росомахи у фільмі Лоґан: Росомаха - Раян Гослінг — за роль офіцера ДПЛА Ка (К) / Джо у фільмі Той, хто біжить по лезу 2049 - Вінс Вон — за роль Бредлі Томаса у фільмі Бійка в блоці 99 | - Галь Гадот — за роль Діани / Диво-жінкі у фільмі Диво-жінка - Дейзі Рідлі — за роль Реї у фільмі Зоряні війни: Останні джедаї - Емма Вотсон — за роль Белль у фільмі Красуня і Чудовисько - Френсіс Мак-Дорманд — за роль Мілдред Гейз у фільмі Три білборди за межами Еббінга, Міссурі - Люпіта Ніонго — за роль Накіа у фільмі Чорна Пантера - Розамунд Пайк — за роль Розалі Куейд у фільмі Недруги - Саллі Хокінс — за роль Елізи Еспосіто у фільмі Форма води |
| Найкращий актор другого плану | Найкраща акторка другого плану |
| - Патрік Стюарт — за роль Професора Ікс у фільмі Лоґан: Росомаха - Білл Скашгорд — за роль Клоуна Пеннівайза у фільмі Воно - Кріс Пайн — за роль Стіва Тревора у фільмі Диво-жінка - Гаррісон Форд — за роль Ріка Декарда у фільмі Той, хто біжить по лезу 2049 - Майкл Б. Джордан — за роль Н'Джадака у фільмі Чорна Пантера - Майкл Кітон — за роль Стерв'ятника у фільмі Людина-павук: Повернення додому - Майкл Рукер — за роль Йонду Удонта у фільмі Вартові галактики 2                            | - Данай Гуріра — за роль Окоє у фільмі Чорна Пантера - Ана де Армас — за роль Джої у фільмі Той, хто біжить по лезу 2049 - Керрі Фішер — за роль Леї Орґани у фільмі Зоряні війни: Останні джедаї - Келлі Марі Тран — за роль Роуз Тіко у фільмі Зоряні війни: Останні джедаї - Лоїс Сміт — за роль Марджорі у фільмі Марджорі Прайм - Октавія Спенсер — за роль Зельди у фільмі Форма води - Тесса Томпсон — за роль Валькірії у фільмі Тор: Раґнарок               |
| Найкращий молодий актор чи акторка | Найкращий монтаж |
| - Том Голланд — за роль Пітера Паркера у фільмі Людина-павук: Повернення додому - Дафні Кін — за роль Лори Кінні / Ікс-23 у фільмі Лоґан: Росомаха - Джейкоб Трембле — за роль Августа «Оггі» Пулмана у фільмі Диво - Летиція Райт — за роль Шурі у фільмі Чорна Пантера - Міллісент Сіммондс — за роль Роуз у фільмі Світ, повний чудес - Софія Лілліс — за роль Беверлі Марш у фільмі Воно - Зендая — за роль Мішель Джонс у фільмі Людина-павук: Повернення додому                                    | - Зоряні війни: Останні джедаї – Боб Дюксей - Чорна Пантера — Деббі Берман і Майкл П. Шовер - Форсаж 8 — Пол Рубелл і Крістіан Вагнер - Пастка — Григорій Плоткін - Лоґан: Росомаха — Майкл Маккаскер і Дірк Вестервельт - Форма води — Сідні Волінський |
| Найкраща музика | Найкраща робота художника-постановника |
| - Майкл Джаккіно — Коко - Джон Дебні, Джозеф Трапанезе — Найвеличніший шоумен - Джон Вільямс — Зоряні війни: Останні джедаї - Картер Бервелл — Світ, повний чудес - Александр Деспла — Форма води - Людвіг Йоранссон — Чорна пантера | - Чорна Пантера – Ханна Бічлер - Красуня і Чудовисько — Сара Грінвуд - Той, хто біжить по лезу 2049 — Денніс Гасснер - Форма води — Пол Денхем Остерберрі - Зоряні війни: Останні джедаї — Рік Генріхс - Valerian and the City of a Thousand Planets — Юг Тіссандьє |
| Найкращий костюм | Найкращий грим |
| - Красуня і Чудовисько — Жаклін Дюрран - Валеріан та місто тисячі планет — Олів'є Беріо - Найвеличніший шоумен — Елен Мірожнік - Зоряні війни: Останні джедаї — Майкл Каплан - Диво-жінка — Лінді Хеммінг - Чорна Пантера — Рут Е. Картер | - Чорна Пантера – Кен Діаз і Джоел Харлоу - Той, хто біжить по лезу 2049 — Дональд Моват - Guardians of the Galaxy Vol. 2 — Джон Блейк і Браян Сайп - Воно –Алек Гілліс, Шон Сансом, Том Вудрафф (молодший) і Шейн Зандер - Форма води — Майк Хілл і Шейн Махан - Зоряні війни: Останні джедаї — Пітер Кінг і Ніл Сканлан - Диво-жінка — Арьєн Туйтен |
| Найкращі спецефекти | Найкращий незалежний фільм |
| - Вартові галактики 2 – Крістофер Таунсенд, Гай Вільямс, Джонатан Фокнер, Деніел Судік - Той, хто біжить по лезу 2049 — Джон Нельсон, Пол Ламберт, Річард Р. Гувер, Герд Нефцер - Зоряні війни: Останні джедаї — Бен Морріс, Майкл Малхолланд, Ніл Сканлан, Кріс Корбоулд - Конг: Острів Черепа –Стівен Розенбаум, Джефф Уайт, Скотт Бенза, Майкл Майнардус - Війна за планету мавп — Джо Леттері, Ден Леммон, Деніел Барретт, Джоел Віст - Чорна Пантера –Джеффрі Бауманн, Крейг Хеммак, Деніел Судік   | - Диво - Я, Тоня - LBJ - Вдалий - Професор Марстон і Чудо-жінка - Супер темні часи - Світ, повний чудес |

### Телебачення

#### Програми
| Найкращий супергеройський телесеріал | Найкращий науково-фантастичний телесеріал |
| --- | --- |
| - Флеш (The CW) - Агенти Щ.И.Т. (ABC) - Стріла (The CW) - Чорна Блискавка (The CW) - Ґотем (Fox) - Легенди завтрашнього дня (The CW) - Супердівчина (The CW)                                             | - Орвілл (Fox) - Сотня (The CW) - Колонія (USA Network) - Доктор Хто (BBC) - Простір (Syfy) - Спасіння (CBS) - Цілком таємно (Fox)                                                                                        |
| Найкращий фантастичний телесеріал | Найкращий телесеріал жахів |
| - Чужоземка (Starz) - Американські боги (Starz) - Гра престолів (HBO) - У кращому світі (NBC) - Падіння лицаря (History) - Бібліотекарі (TNT) - Чарівники (Syfy)                                         | - Ходячі мерці (AMC) - Американська історія жаху: Культ (FX) - Еш проти зловісних мерців (Starz) - Бійтеся ходячих мерців (AMC) - Проповідник (AMC) - Штам (FX) - Вовченя (MTV)                                           |
| Найкращий телесеріал бойовик-трилер | Найкраща телевізійна презентація |
| - Краще подзвоніть Солу (AMC) - Алієніст (TNT) - Царство тварин (TNT) - Фарґо (FX) - У пустелі смерті (AMC) - Містер Мерседес (Audience) - Рівердейл (The CW)                                            | - Твін Пікс (Showtime) - Нульовий канал (Syfy) - Нащадки 2 (Disney Channel) - Двічі у часі (Доктор Хто) (BBC America) - Театр таємничої науки 3000 (Netflix) - Окча (Netflix) - Грішники (USA Network)                    |
| Найкращий анімаційний телесеріал | Найкращий телесеріал нового медіа |
| - Зоряні війни: Повстанці (Disney XD) - Арчер (FX) - Кінь БоДжек (Netflix) - Хмарно, можливі опади у вигляді фрикадельок (Cartoon Network) - Сім'янин (Fox) - Рік та Морті (Adult Swim) - Сімпсони (Fox) | - Зоряний шлях: Дискавері (CBS) - Зінакшений вуглець (Netflix) - Чорне дзеркало (Netflix) - Електричні сни Філіпа К. Діка (Prime Video) - Оповідь служниці (Hulu) - Мисливець за розумом (Netflix) - Дивні дива (Netflix) |
| Найкращий супергеройський серіал нового медіа | |
| - Каратель (Netflix) - Захисники (Netflix) - Людина майбутнього (Hulu) - Залізний кулак (Netflix) - Втікачі (Hulu) - Кліщ (Prime Video)                                                                  | |

#### Актори
| Найкращий телеактор | Найкраща телеакторка |
| --- | --- |
| - Кайл Маклаклен — Твін Пікс (Showtime) за роль Дейла Купера - Джон Бернтал — Каратель (Netflix) за роль Френка Касла / Каратель - Брюс Кемпбелл — Еш проти зловісних мерців (Starz) за роль Ешлі Джей Вільямса - Сем Г'юен — Чужоземка (Starz) за роль Джеймі Фрейзера - Джейсон Айзекс — Зоряний шлях: Дискавері (CBS) за роль капітана Габріеля Лорка - Ендрю Лінкольн — Ходячі мерці (AMC) за роль Ріка Граймса - Сет Мак-Фарлейн — Орвілл (Fox) за роль капітана Еда Мерсера - Рікі Віттл — Американські боги (Starz) за роль Тінь Муна | - Сонеква Мартін-Грін — Зоряний шлях: Дискавері (CBS) за роль Майкли Бернем - Джилліан Андерсон – Цілком таємно (Fox) за роль Дейни Скаллі - Каітріона Белфі – Чужоземка (Starz) за роль Клер Бічем - Мелісса Бенойст – Супердівчина (The CW) за роль Кари Денверс / Супердівчини - Ліна Гіді – Гра престолів (HBO) за роль Серсі Ланністер - Едріанн Палікі – Орвілл (Fox) за роль командера Келлі Грейсон - Сара Полсон – Американська історія жаху: Культ (FX) за роль Еллісон «Еллі» Мейфер-Річардс / Сьюзен Аткінс - Мері Елізабет Вінстед – Фарґо (FX) за роль Ніккі Сванґо     |
| Найкращий актор другого плану на телебаченні | Найкраща акторка другого плану на телебаченні |
| - Майкл Маккін — Краще подзвоніть Солу (AMC) за роль Чака Макґіла - Ніколай Костер-Валдау — Гра престолів (HBO) за роль Джеймі Ланністера - Мігель Феррер — Твін Пікс (Showtime) за роль агента ФБР Альберта Розенфельда - Кіт Герінґтон — Гра престолів (HBO) за роль Джона Сноу - Даг Джонс — Зоряний шлях: Дискавері (CBS) за роль капітана Сару - Крістіан Кейн — Бібліотекарі (TNT) за роль Джейкоба Стоуна - Харі Пейтон — Ходячі мерці (AMC) за роль Ієзекіля - Еван Пітерс — Американська історія жаху: Культ (FX) за роль Кай Андерсона, Енді Воргола, Маршалла Епплвайта, Девіда Кореша, Джима Джонса, Ісуса Христоса та Чарлза Менсона | - Ріа Сіхорн — Краще подзвоніть Солу (AMC) за роль Кім - Одет Еннейбл — Супердівчина (The CW) за роль Саманти Аріас / Рейн - Дакота Феннінг — Алієніст (TNT) за роль Сари Говард - Данай Гуріра — Ходячі мерці (AMC) за роль Мішон - Мелісса Мак-Брайд — Ходячі мерці (AMC) за роль Керол Пелетьєр - Кендіс Паттон — Флеш (The CW) за роль Айріс Вест - Адіна Портер — Американська історія жаху: Культ (FX) за роль Беверлі Гоуп - Крістен Ріттер — Захисники (Netflix) за роль Джессіки Джонс                                                                                       |
| Найкращий молодий актор чи акторка на телебаченні | Найкраща гостьова роль на телебаченні |
| - Чендлер Ріггз — Ходячі мерці (AMC) за роль Карла Граймса - Кей Джей Апа — Рівердейл (The CW) за роль Арчі Ендрюса - Міллі Боббі Браун — Дивні дива (Netflix) за роль Одинадцятої - Макс Чарльз –Штам (FX) за роль Зака Гудвезера - Алісія Дебнем-Кері — Бійтеся ходячих мерців (AMC) за роль Аліши Кларк - Девід Мазуз — Ґотем (Fox) за роль Брюса Вейна - Лілі Рейнхарт — Рівердейл (The CW) за роль Елізабет (Бетті Купер) - Коул Спроус — Рівердейл (The CW) за роль Форсайта Пенделтон (Джагхед) Джонс III | - Девід Лінч — Твін Пікс (Showtime) за роль заступника директора ФБР Гордона Коула - Браян Кренстон — Електричні сни Філіпа К. Діка (Prime Video) за роль Сайласа Герріка - Майкл Грейес — Бійтеся ходячих мерців (AMC) за роль Калетаки Уокера - Джеффрі Дін Морган — Ходячі мерці (AMC) за роль Нігана - Рейчел Ніколс — Бібліотекарі (TNT) за роль Ніколь Нун - Джессі Племенс — Чорне дзеркало (Netflix) за роль Роберта Дейлі - Хартлі Сойєр — Флеш (The CW) за роль Ральфа Дібні/Подовжуюча людина - Мішель Єо — Зоряний шлях: Дискавері (CBS) за роль капітана Філіппи Георгіу |

### Домашня колекція
| Найкращий DVD або Blu-ray фільм | Найкращий DVD класичний фільм |
| --- | --- |
| - Дейв зробив лабіринт - 2:22 - Моя дівчина — монстр - Культ Чакі - Шепіт диявола - Людина з Землі: Голоцен | - Рятувальний човен - Калтікі - Безсмертний монстр - Потоп - Вальс Мефісто - Старий темний будинок - Тобор Великий                                                                                        |
| Найкращий DVD або Blu-ray спецвипуск | Найкращий DVD телесеріал |
| - Ніч живих мерців (The Criterion Collection) - Втрачений горизонт (80-річний ювілей) - Загублений світ (Видання Делюкс) - Реаніматор (Спеціальний випуск) - Гонщик на швидкість (Колекціонне видання) - Суспірія (Видання до 40-річчя) | - Американські боги (Перший сезон) - Грімм (Повна колекція) - Файли Рокфорда (Повна серія) - Твін Пікс (Лімітована серія) - Щоденники вампіра (Повна серія) - Край «Дикий Захід» (Перший сезон: Лабіринт) |
| Найкраща DVD або Blu-ray колекція | |
| - Дракула: Повна колекція спадщини (Дракула, Дочка Дракули, Син Дракули, Будинок Франкенштейна, Будинок Дракули та Ебботт і Костелло зустрічаються з Франкенштейном) - Ебботт і Костелло Раритет - Пригоди Капітана Марвела: 12 серій - Крістофер Нолан 4K Колекція (Бетмен: Початок, Престиж, Темний лицар, Початок, Темний лицар повертається, Інтерстеллар та Дюнкерк) - Фріц Ланг: Німі фільми (Флорентійська чума, Павуки, Харакірі, Чотири навколо жінки, Доля, Доктор Мабузе, гравець, Нібелунги, Метрополіс, Шпигуни та Жінка на Місяці) - Мумія: Повна колекція спадщини (Мумія , Рука мумії , Могила Мумії, Прокляття мумії, Привид Мумії та Ебботт і Костелло зустрічають мумію) - Агент 117: Колекція п'яти фільмів (Агент 117 Випущено, Тінь зла, Агент 117 Місія для вбивці, Агент 117 У центрі Токіо, and Агент 117 – Подвійний агент) | |

### Жива сцена
| Найкраща місцева постановка на живій сцені |
| --- |
| - Щось гниле! (Центр мистецтв Сегерстрома) - Пошук Неверленду (Segerstrom Center for the Arts) - Чудо на 34-й вулиці (Pasadena Playhouse) - Оклахома! 3D-театри) - Спамалот (3D-театри) - Костюм Zoot (Mark Taper Forum) |

### Особливі нагороди
| Нагорода                                                       | Лауреати             |
| -------------------------------------------------------------- | -------------------- |
| Нагорода імені Дена Кертіса (Dan Curtis Award)                 | - Сара Шехтер        |
| Спеціальна нагорода (Special Recognition Award)                | • Дон Манчіні        |
| Нагорода продюсерів (Producer's Showcase Award)                | • Джейсон Блюм       |
| Нагорода кінорежисерів (Filmmaker's Showcase Award)            | • Джейк Касдан       |
| Меморіальна премія президента (The President's Memorial Award) | - Гільєрмо дель Торо |